# Jenny Saville
Jennifer Anne Saville RA (nascida em 7 de maio de 1970) é uma pintora britânica contemporânea e membro original dos Jovens Artistas Britânicos. Saville trabalha e vive em Oxford, Inglaterra e é conhecida por suas representações pintadas em grande escala de mulheres nuas. Saville foi creditada por originar um método novo e desafiador de pintar o nu feminino e reinventar a pintura de figuras para a arte contemporânea. Algumas pinturas são de pequenas dimensões, enquanto outras são de escala muito maior. Assuntos monumentais vêm de livros didáticos de patologia que ela estudou e que a informaram sobre ferimentos, hematomas, queimaduras e deformidades. John Gray comentou: "Como eu vejo, o trabalho de Jenny Saville expressa um projeto paralelo de resgatar o corpo da personalidade. Saville trabalhou com muitas modelos que passaram por cirurgia plástica para remodelar uma parte de seu corpo. Ao fazer isso, ela captura "marcas de personalidade para a carne" e, juntos, abraçam como podemos ser os escritores de nossas próprias vidas".